# Koji Yoshimura
Koji Yoshimura (吉村 光示 Yoshimura Kōji?, nacido el 13 de abril de 1976 en Sakawa, Kochi) es un exfutbolista japonés. Jugaba de defensa y su último club fue el FC Gifu de Japón.

## Trayectoria

### Clubes
| Club                | País  | Año         |
| ------------------- | ----- | ----------- |
| Sanfrecce Hiroshima | Japón | 1995 - 1996 |
| Vissel Kobe         | Japón | 1997 - 2004 |
| Oita Trinita        | Japón | 2004 - 2005 |
| Avispa Fukuoka      | Japón | 2006        |
| Yokohama F. Marinos | Japón | 2007        |
| FC Gifu             | Japón | 2008        |